# Électre (Euripide)
Pour les articles homonymes, voir Électre (homonymie).
Électre (en grec ancien Ἠλέκτρα / Êléktra) est une tragédie grecque d'Euripide, sans doute écrite dans le milieu des années 410 av. J.-C.. Le thème de cette pièce est le seul thème sur lequel nous avons conservé les pièces des trois grands tragiques, les deux autres étant Les Choéphores d'Eschyle (qui est cependant axée sur le personnage d'Oreste) et l'Électre de Sophocle.

## Genèse et histoire
La pièce, qui fait allusion à l'expédition de Sicile aux vers 1347 et suivants, est datée de 413 av. J.-C.. On considère habituellement que l'Electre d'Euripide est postérieure à celle de Sophocle. La pièce de Sophocle serait datée de 415 av. J.-C.
La tragédie est célèbre pour sa réécriture de la scène de reconnaissance entre Oreste et Électre, dans laquelle Euripide parodie Eschyle. Comme ressort comique, Euripide fait preuve d'innovation en y ajoutant des éléments qui ne se trouvaient pas chez son prédécesseur.
L'Électre fait partie des pièces dites « alphabétiques », probablement issues d'une édition complète d'Euripide classant les pièces par ordre alphabétique, et qui ne sont connues que par deux manuscrits.

## Résumé

### Personnages
- Le laboureur mycénien
- Électre
- Oreste
- Pylade (personnage muet)
- Le chœur
- Le vieillard
- Le messager
- Clytemnestre
- Les dioscures

### Argument
Électre, mariée à un laboureur, vit loin de la vie de palais, digne fille d'Agamemnon. Au retour d'Oreste à Argos, parti en exil depuis son plus jeune âge, tous deux décident de venger le meurtre de leur père Agamemnon en tuant leur mère Clytemnestre et son amant Égisthe qui règnent sur Argos.
La scène se passe devant la maison d'Électre, où elle vit avec son époux, un simple laboureur (cette originalité du mariage entre classes sociales opposées se retrouve également dans la réécriture du mythe par Jean Giraudoux, œuvre dans laquelle Électre est destinée à épouser le jardinier du palais) qui respecte sa condition de princesse au point de n'avoir pas consommé le mariage. C'est devant la chaumière qu'Oreste rencontre Électre. C'est l'ancien précepteur du jeune homme qui le reconnait, grâce à une blessure à l'arcade qu'il aurait eue enfant.
Oreste part alors pour tuer Égisthe, qui est à la campagne pour offrir un sacrifice aux dieux. Ce dernier ne reconnait pas Oreste, l'invite à partager le festin qui suit le sacrifice: la situation se retourne puisque c'est Égisthe qui sera tué.
De son côté, Électre attire sa mère chez elle en inventant un accouchement récent : elle révèle par là son désir inconscient d'enfant et n'hésite pas à se servir de la faiblesse de sa mère. Oreste rentre avec la tête d'Égisthe et tue sa propre mère en maudissant son acte.
Les Dioscures (Castor et Pollux) leur apparaissent sous une forme divine et les invitent à expier le matricide fraîchement commis en quittant leur patrie commune. Oreste est convié à entreprendre un pèlerinage jusqu'à Athènes, où il lui est prédit qu'il vivra des jours heureux. Sur le chemin, il devra impérativement faire juger son crime sur la colline d'Arès. Un suffrage égal, qui lui est assuré, le prémunira contre un châtiment mortel, son crime ayant avant tout été dicté par les oracles d'Apollon. Électre, libérée d'un mariage non consommé, est quant à elle promise à Pylade, fidèle compagnon d'Oreste, et le suivra dans ses demeures. Frère et sœur ne se reverront jamais.

## Analyse
La popularité des Oresties de Eschyle (produites en 458 av. J.-C.) marque la construction par Euripide de la scène de reconnaissance entre Oreste et Electre. Dans Agamemnon ou Les Porteurs de Libation, première pièce de l'Orestie dont l'intrigue est à peu près équivalente aux événements de Électre, Électre reconnaît son frère par une série de détails: une mèche de cheveux , une empreinte qu’il a laissée sur la tombe d’Agamemnon et un vêtement qu’elle lui avait confectionné des années auparavant. La même scène de reconnaissance d’Euripide parodie clairement le récit d’Eschyle. Dans la pièce d’Euripide, Électre se moque de l’idée d’utiliser de tels détails pour reconnaître son frère, car il n’y a aucune raison que leurs cheveux soient assortis, que l'empreinte d'Oreste ressemble à la sienne, plus petite; et il serait illogique pour Oreste adulte de s'habiller de vêtements qu'il portait enfant.
Oreste y est reconnu pour sa cicatrice au front alors qu'enfant, il poursuivait une biche dans la maison. Il s’agit d’une allusion à la scène de l'Odyssée d'Homère (livre XIX) ou Eurycleia reconnaît Ulysse récemment rentré d'une cicatrice à la cuisse qu'il a reçu enfant lors de sa première chasse au sanglier. Dans l'Odyssée, Oreste retourne à Argos et se venge de la mort de son père. Euripide utilise sa scène de reconnaissance pour faire allusion au livre XIX de l'Odyssée mais remplace l'héroïque chasse au sanglier par un incident semi-comique impliquant une biche,.

## Adaptations et mises en scène notables
- Électre (1962), film de Michael Cacoyannis
- Electre Oreste (2019), Mise en scène Ivo van Hove, Production Comédie Francaise, Joué à Epidaure et à la Salle Richelieu, adaptation des deux textes d'Euripide Electre et Oreste par Bart Van den Eynde[8].

### Éditions
- (grc + fr) Euripide (trad. du grec ancien par H. Grégoire et L. Parmentier), Tragédies, vol. 4 : Les Troyennes. Iphigénie en Tauride. Électre, Paris, Belles Lettres, coll. « C.U.F. / Série grecque », 1925 (réimpr. 2002, 2003), 415 p., broché, 13 x 20 cm (ISBN 2-251-00123-9)

### Études
- Rachel Aélion, Euripide héritier d’Eschyle, Paris, Les Belles Lettres, 1983
- Florence Dupont, L'Insignifiance tragique, Paris, Gallimard, 2001
- Jacqueline de Romilly, La tragédie grecque, Paris, P.U.F, 1970
- Jacqueline de Romilly, La modernité d'Euripide, Paris, P.U.F, 1986